# Elatostema perpusillum
Elatostema perpusillum är en nässelväxtart som beskrevs av Perry. Elatostema perpusillum ingår i släktet Elatostema och familjen nässelväxter. Inga underarter finns listade i Catalogue of Life.